# Barra Futebol Clube
El Barra Futebol Clube es un club de fútbol brasileño de la ciudad de Balneário Camboriú. Fue fundado en 2013 y juega en el Campeonato Catarinense.

## Entrenadores
- Luciano Dias (2017)[5][6]
- Fabiano Soares (abril de 2021-junio de 2021)[7][8]
- Moisés Egert (junio de 2021–octubre de 2021)[9][10]
- Matheus Costa (octubre de 2021–?)[11]
- Hemerson Maria (agosto de 2022–febrero de 2023)[12][13]
- Adem Karaca (junio de 2023–diciembre de 2023)[14][15][16]
- Eduardo Souza (diciembre de 2023–marzo de 2024)[16][17][18]
- Rafael Lacerda (abril de 2024–mayo de 2024)[19][4]
- Rafael Piccinin (interino- mayo de 2024–presente)[4]

## Palmarés

### Torneos estatales
- Campeonato Catarinense Serie B (1): 2021[20]
- Campeonato Catarinense Serie C (1): 2015[21]